# Карашилик (Павлодарская область)
Карашилик (каз. Карашилик) — упразднённое село в Павлодарском районе Павлодарской области Казахстана. Входило в состав Чернорецкого сельского округа. Ликвидировано в 1990-е годы.

## Население
По переписи 1926 г. в селе проживало 464 человека. Село населяли немцы, исповедовавшие лютеранство. В 1989 году население села составляло 115 человек. 

## История
Село Кара-Чилик основано в 1914 г. украинскими и немецкими переселенцами.